# Evangelische Arbeitsgemeinschaft für Kirchliche Zeitgeschichte
Die Evangelische Arbeitsgemeinschaft für Kirchliche Zeitgeschichte (EvAKiZ) beschäftigt sich mit der Entwicklung des deutschen Protestantismus im 20. Jahrhundert. Der Arbeitsgemeinschaft gehören Vertreter aus der Theologie, Geschichtswissenschaft und Kunstgeschichte an.

## Aufgaben und Ziele
Die Evangelische Arbeitsgemeinschaft für Kirchliche Zeitgeschichte hat die Aufgabe, in wissenschaftlicher Unabhängigkeit die Erforschung der kirchlichen Zeitgeschichte durch Anregung, Durchführung und Veröffentlichung wissenschaftlicher Arbeiten zu fördern. Sie bemüht sich um die Klärung wissenschaftlicher Grundlagenfragen, fördert den internationalen Austausch der Arbeitsergebnisse und strebt die Zusammenarbeit mit anderen Einrichtungen der Zeitgeschichtsforschung sowie die Koordinierung zeitgeschichtlicher Forschungsvorhaben innerhalb der Evangelischen Kirche in Deutschland an.
Die Arbeitsgemeinschaft führt an ihrer Forschungsstelle eigene Forschungsprojekte durch und organisiert Fachtagungen. Mit Quelleneditionen wird der Zeitgeschichtsforschung eine empirische Materialbasis für weitergehende Untersuchungen bereitgestellt. Die im Rahmen der Arbeitsgemeinschaft entstehenden Studien decken das weite Feld von kirchen-historiographischen, am Quellenmaterial ausgerichteten Einzelfragen bis hin zu theoretischen Grundlagenproblemen der eigenen Disziplin ab.
Sowohl für die Quelleneditionen als auch für die monographischen Darstellungen stehen eigene Publikationsreihen zur Verfügung: die Arbeiten zur Kirchlichen Zeitgeschichte, Reihe A Quellen (erscheinen seit 1975 bei Vandenhoeck & Ruprecht) und Reihe B Darstellungen, sowie Christentum und Zeitgeschichte. Die jährlich erscheinenden Mitteilungen zur Kirchlichen Zeitgeschichte enthalten Aufsätze zur deutschen und europäischen Kirchen- und Konfessionsgeschichte des 20. Jahrhunderts; ihr Berichts- und Nachrichtenteil bietet Informationen über laufende Aktivitäten im Bereich der Kirchlichen Zeitgeschichte.

## Organisation
Die Evangelische Arbeitsgemeinschaft setzt sich zusammen aus einer Kommission mit zwölf Mitgliedern und zwei Gästen, die durch ihre Forschungs- bzw. berufliche Tätigkeit mit der Kirchlichen Zeitgeschichte verbunden sind, sowie einer Forschungsstelle für Kirchliche Zeitgeschichte, die sich an der Evangelisch-Theologischen Fakultät der Ludwig-Maximilians-Universität in München befindet. Die Arbeitsgemeinschaft ist eine Einrichtung der Evangelischen Kirche in Deutschland und arbeitet in wissenschaftlicher Unabhängigkeit. Nach der Ordnung der Evangelischen Arbeitsgemeinschaft für Kirchliche Zeitgeschichte vom 23. Januar 2003 wird deren Kommission für jeweils sechs Jahre vom Rat der Evangelischen Kirche in Deutschland berufen. Die amtierende Kommission wurde im Februar 2022 berufen. Die Kommission entscheidet über die Forschungsaufträge und Publikationen. Die Forschungsstelle setzt diese Projekte um, nimmt Forschungsaufgaben im Bereich der Kirchlichen Zeitgeschichte sowie die Geschäftsführung der Kommission wahr.

## Personen
| Mitglieder der Kommission (Stand 1/2024) | Mitglieder der Kommission (Stand 1/2024)                                                          | Mitglieder der Kommission (Stand 1/2024) |
| ---------------------------------------- | ------------------------------------------------------------------------------------------------- | ---------------------------------------- |
| Veronika Albrecht-Birkner                | Seminar für Evangelische Theologie, Fakultät I, Universität Siegen                                |                                          |
| Gisa Bauer                               | Institut für Evangelische Theologie, Universität zu Köln                                          |                                          |
| Klaus Fitschen                           | Theologische Fakultät, Universität Leipzig                                                        |                                          |
| Maike Schult                             | Fachbereich Evangelische Theologie, Philipps-Universität Marburg                                  |                                          |
| Siegfried Hermle                         | Institut für Evangelische Theologie, Philosophische Fakultät, Universität Köln                    |                                          |
| Dorothee Godel                           | Kirchenamt der Evangelischen Kirche in Deutschland (EKD), Hannover                                |                                          |
| Andreas Müller                           | Evangelisch-Theologische Fakultät, Christian-Albrechts-Universität zu Kiel                        |                                          |
| Antje Roggenkamp                         | Evangelisch-Theologische Fakultät, Westfälische Wilhelms-Universität, Münster                     |                                          |
| Christopher Spehr                        | Evangelisch-Theologische-Fakultät, Ludwig-Maximilians-Universität München                         |                                          |
| Eva-Maria Seng                           | Historisches Institut, Fakultät für Kulturwissenschaften, Universität Paderborn                   |                                          |
| Thomas Martin Schneider                  | Institut für Evangelische Theologie, Fachbereich 2, Universität Koblenz-Landau                    |                                          |
| Henning Pahl                             | Evangelisches Zentralarchiv, Berlin                                                               |                                          |
| Ständige Gäste                           |                                                                                                   |                                          |
| Norbert Friedrich                        | Fliedner-Kulturstiftung, Düsseldorf                                                               |                                          |
| Peter Morée                              | Evangelická teologická fakulta, Praha (Evangelisch-Theologische Fakultät, Karls-Universität Prag) |                                          |

### Wissenschaftliche Mitarbeiter der Forschungsstelle (Stand 1/2024)
- Claudia Lepp (Leitung)[1]
- Karl-Heinz Fix[2]
- Dagmar Pöpping[3]
- Nora Andrea Schulze[4]

## Forschungsprojekte
Aktuelle Forschungsprojekte:
- Gedenkorte des evangelischen Widerstandes gegen den Nationalsozialismus seit 1945 bis heute[6]
- Vom Gast zum Bürger. Der Beitrag des Protestantismus zu Fragen der Integration von Arbeitsmigranten in der Bundesrepublik Deutschland (1960–1984)[7]
- Verantwortung für die Kirche – Stenographische Aufzeichnungen und Mitschriften von Landesbischof Hans Meiser 1933–1945[8]
- Biographie Hermann Kunst (1907–1999)[9]
- Zwischen Antiziganismus und Bürgerrechtsbewegung – Die evangelischen Kirchen in Deutschland und ihr Umgang mit Sinti und Roma im 20. Jahrhundert[10]

## Publikationen
Arbeiten zur Kirchlichen Zeitgeschichte
- Quellen (Reihe A): In der Reihe A werden Quellen aus der Kirchengeschichte des 20. Jahrhunderts publiziert.
- Darstellungen (Reihe B): In der Reihe B erscheinen monographische Darstellungen und Sammelbände zur Geschichte des deutschen Protestantismus und seiner internationalen Beziehungen seit 1918.

Christentum und Zeitgeschichte
Die Reihe erschien von 2017 bis 2023 bei der Evangelischen Verlagsanstalt in Leipzig. Sie beschäftigt sich in knapper Form mit zeitgeschichtlichen Themen und deren christlichen Anteilen und kirchlichen Bezügen. Herausgegeben im Auftrag der Evangelischen Arbeitsgemeinschaft für Kirchliche Zeitgeschichte von Harry Oelke und Siegfried Hermle.
Arbeiten zur Geschichte des Kirchenkampfes
Zwischen 1958 und 1975 erschienen die Arbeiten zur Geschichte des Kirchenkampfes in 29 Bänden nebst einem Registerband. Sie enthalten u. a. Dokumente zu den wichtigsten Synoden der Bekennenden Kirche, Texte aus der Zeit der Kirchenausschüsse (1935–1937) sowie territorialgeschichtliche oder sachthematisch orientierte Einzeldarstellungen. In der seit 1964 publizierten Ergänzungsreihe wurden vorwiegend territorialgeschichtliche Darstellungen von Zeitzeugen veröffentlicht sowie wichtige Publikationen aus der DDR übernommen.
Mitteilungen zur Kirchlichen Zeitgeschichte
Die jährlich erscheinenden Mitteilungen zur Kirchlichen Zeitgeschichte enthalten Aufsätze zur deutschen und europäischen Kirchen- und Konfessionsgeschichte des 20. Jahrhunderts; ihr Berichts- und Nachrichtenteil bietet reichhaltige Informationen über laufende Aktivitäten im Bereich der Kirchlichen Zeitgeschichte. Herausgegeben werden sie im Auftrag der Evangelischen Arbeitsgemeinschaft für Kirchliche Zeitgeschichte von Claudia Lepp und Harry Oelke. Vorläufer der Mitteilungen zur Kirchlichen Zeitgeschichte waren die Mitteilungen der Evangelischen Arbeitsgemeinschaft für Kirchliche Zeitgeschichte, die ab 1978 erschienen. Die Zeitschrift erscheint als Print und in Open Access.